# Ituréens
Ituréens: nom d'un peuple arabe qui est localisé aux alentours du Ier siècle av. J.-C. au Liban et dans l'Anti-Liban, autour de la plaine de la Bekaa, dans le territoire appelé Iturée. Ce peuple était réputé pour ses archers que l'Empire romain utilisa dans ses unités auxiliaires présentes en Germanie.